# (12448) Mr. Tompkins
(12448) Mr. Tompkins (1996 XW18) – planetoida z pasa głównego asteroid okrążająca Słońce w ciągu 3,48 lat w średniej odległości 2,3 j.a. Odkryta 12 grudnia 1996 roku.